# Matthew Gentzkow
Matthew Gentzkow (27 de abril de 1975) es un economista y profesor estadounidense. Se desempeña como profesor de economía en la Universidad de Stanford.

## Biografía
Recibió su licenciatura en Economía en 1997, su maestría en Economía en 2002 y su doctorado. en Economía en 2004, todos de la Universidad de Harvard. Su investigación se centra en los campos de la Organización Industrial y la Economía Política.
Fue profesor de Economía Richard O. Ryan y miembro de la facultad de la familia Neubauer en la Escuela de Negocios Booth de la Universidad de Chicago. Recibió la medalla John Bates Clark de 2014. Fue elegido miembro de la Academia Nacional de Ciencias en 2022.

## Publicaciones seleccionadas
- Gentzkow, Matthew; Shapiro, Jesse M. (2011). «Ideological Segregation Online and Offline». Quarterly Journal of Economics 126 (4): 1799-1839. doi:10.1093/qje/qjr044.
- Gentzkow, Matthew; Shapiro, Jesse M.; Sinkinson, Michael (2011). «The Effect of Newspaper Entry and Exit on Electoral Politics». American Economic Review 101 (7): 2980-3018. doi:10.1257/aer.101.7.2980.
- Gentzkow, Matthew; Shapiro, Jesse M. (2006). «Media Bias and Reputation». Journal of Political Economy 114 (2): 280-316. doi:10.1086/499414.